# 1785 en science
| Années de la science : 1782 - 1783 - 1784 - 1785 - 1786 - 1787 - 1788    |
| Décennies de la science : 1750 - 1760 - 1770 - 1780 - 1790 - 1800 - 1810 |

Cet article présente les faits marquants de l'année 1785 en science.

## Événements
- 7 janvier : le français Jean-Pierre Blanchard et l'américain John Jeffries traversent la Manche de Douvres à Guînes en 2 heures 25 minutes, à bord d’un ballon gonflé à l’hydrogène[1].

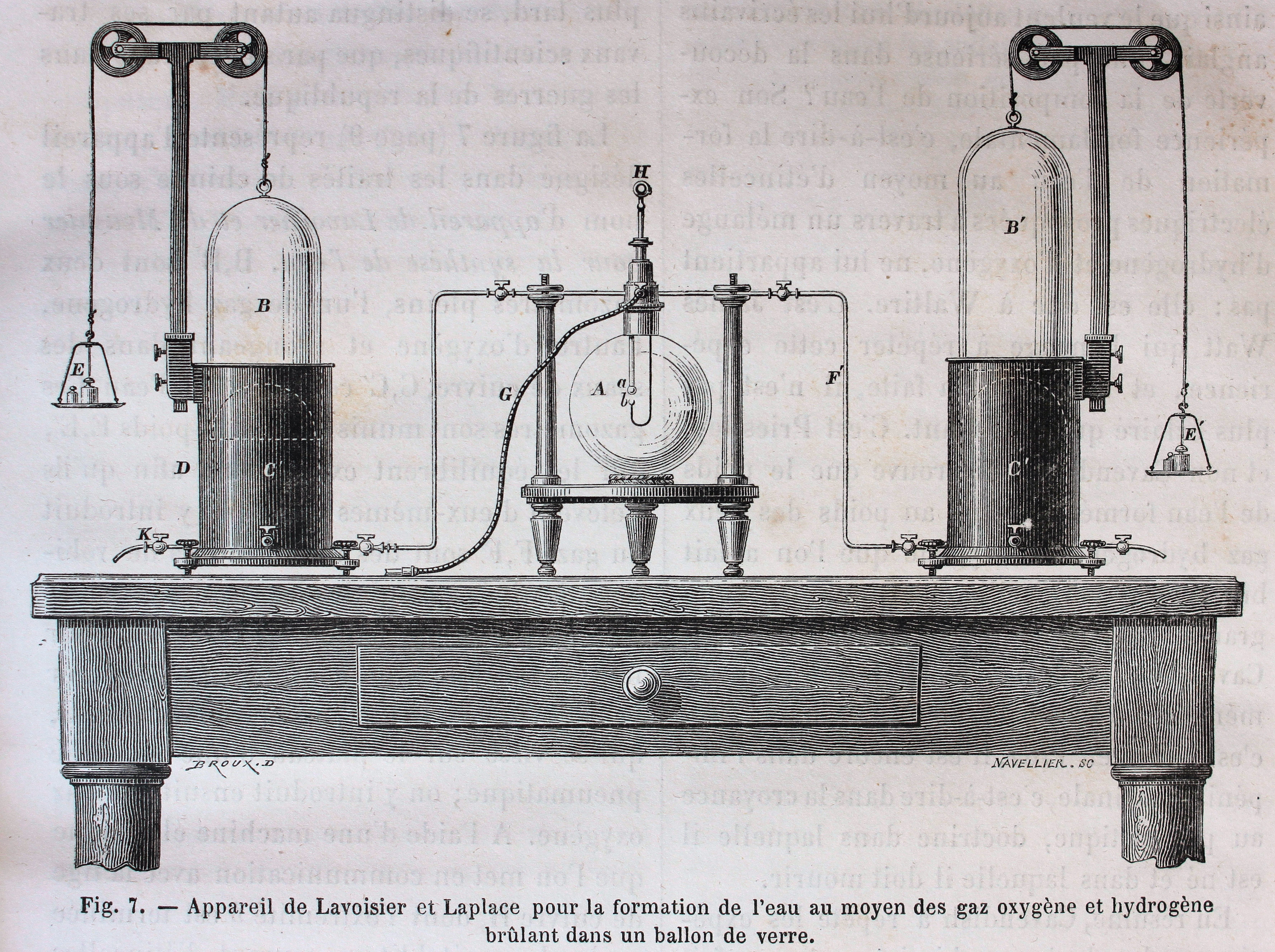
Appareil de Lavoisier et Laplace pour la synthèse de l'eau.

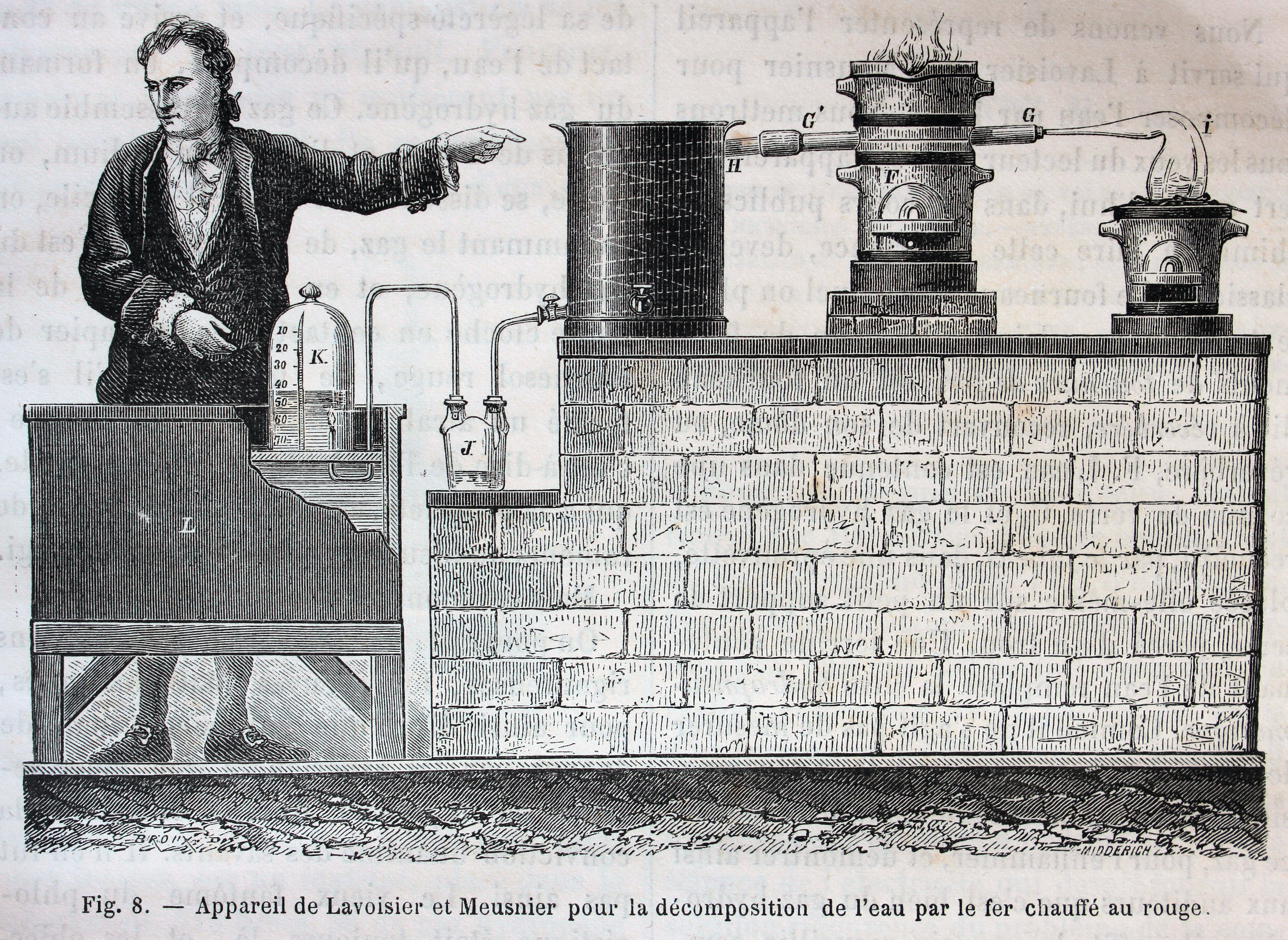
Appareil de Lavoisier et Meusnier pour la décomposition de l'eau par le fer chauffé au rouge.

- 28 février-1er mars : Lavoisier et Meusnier réalisent en public et sous contrôle de l'Académie des sciences, la décomposition et la synthèse de l'eau par la combustion de l'hydrogène dans l'air[2].
- 7 mars et 4 avril : James Hutton présente sa théorie de l'Uniformitarisme à la Royal Society of Edinburgh[3], un des principes de base de la géologie moderne.
- 4 avril : l'ingénieur britannique Edmund Cartwright dépose un premier brevet pour un métier à tisser mécanique[4]  (Power loom (en))[5].

- 15 juin : premier accident aérien ; l'aéromontgolfière de Jean-François Pilâtre de Rozier et Pierre-Ange Romain s'écrase près de Boulogne-sur-Mer lors d'une tentative de traversée de la Manche[1].
- 1er août : départ de Brest de l’expédition de La Pérouse à bord des frégates la Boussole et l’Astrolabe[6].
- 13 novembre : André Michaux envoyé par le gouvernement français en Amérique du Nord à la recherche de nouvelles plantes, arrive à New York[7].

- Le mécanicien et physicien Charles Augustin de Coulomb établit la loi sur l'électromagnétisme qui porte son nom. Il réalise un instrument de contrôle « la balance électrique à torsion » qui permet de réaliser les mesures qui vérifient la loi d’attraction et de répulsion des charges électriques (loi de Coulomb)[8].

- Le chimiste suédois Carl Wilhelm Scheele isole l'acide malique des pommes[9].
- Fondation de l'observatoire Dunsink près de Dublin dirigé par l'astronome Henry Ussher[10].

## Publications

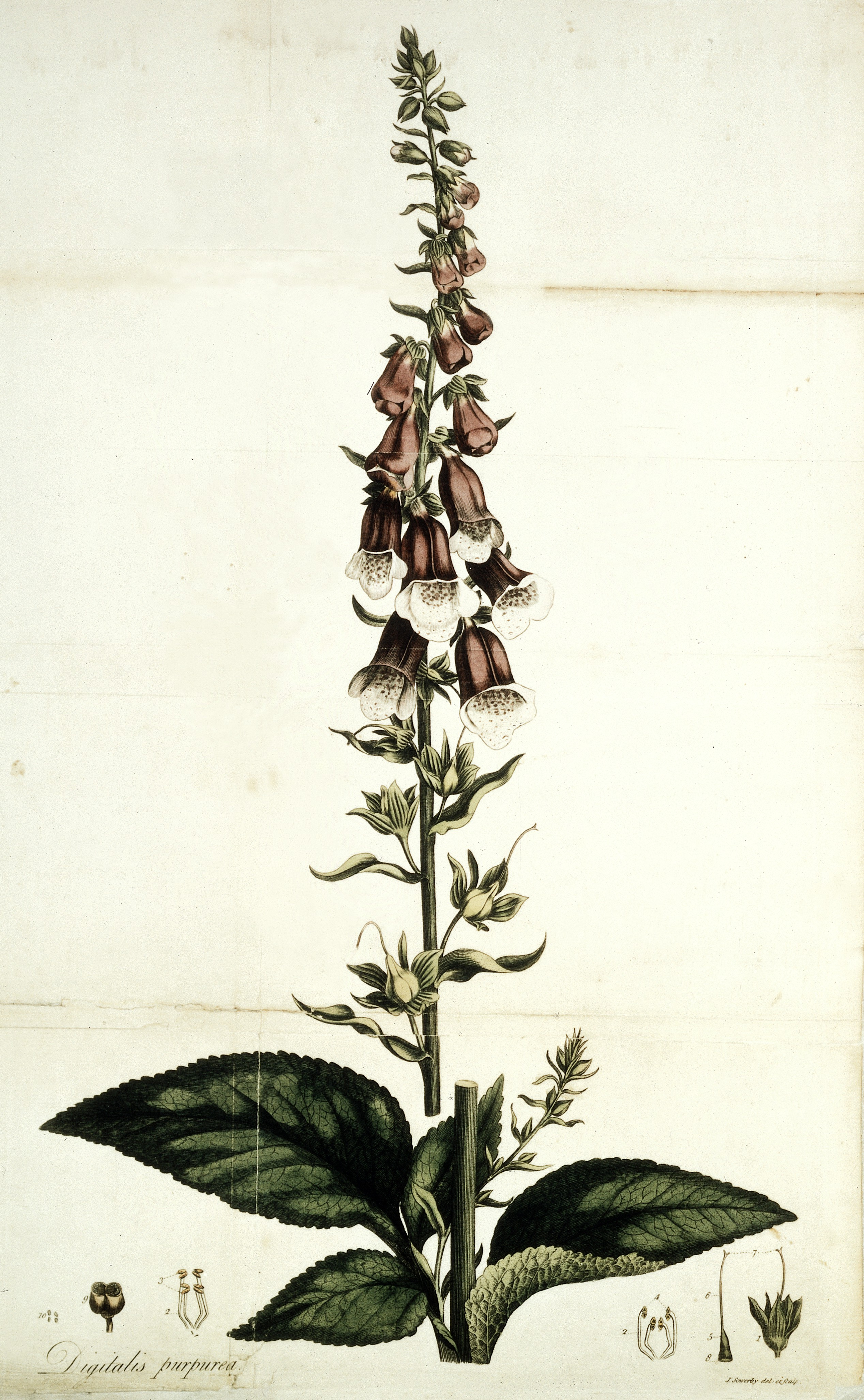
Illustration pour An account of the foxglove.

- Nicolas de Condorcet : Essai sur l'application de l'analyse à la probabilité des décisions rendues à la pluralité des voix, qui comprend son paradoxe, sa méthode de vote et son théorème du jury.
- William Withering : An Account of the Foxglove and some of its Medical Uses, description de ses essais cliniques et l'indication sur la toxicité de la digitaline.
- Antoine François Fourcroy, Entomologia Parisiensis, Paris.
- Jacques Necker : De l’administration des finances de la France.
- John Stuart : Botanical Tables, containing the different families of British plants.

## Prix
- Médailles de la Royal Society
  - Médaille Copley : William Roy (en), (1726-1790), pour des observations topographiques.

## Naissances

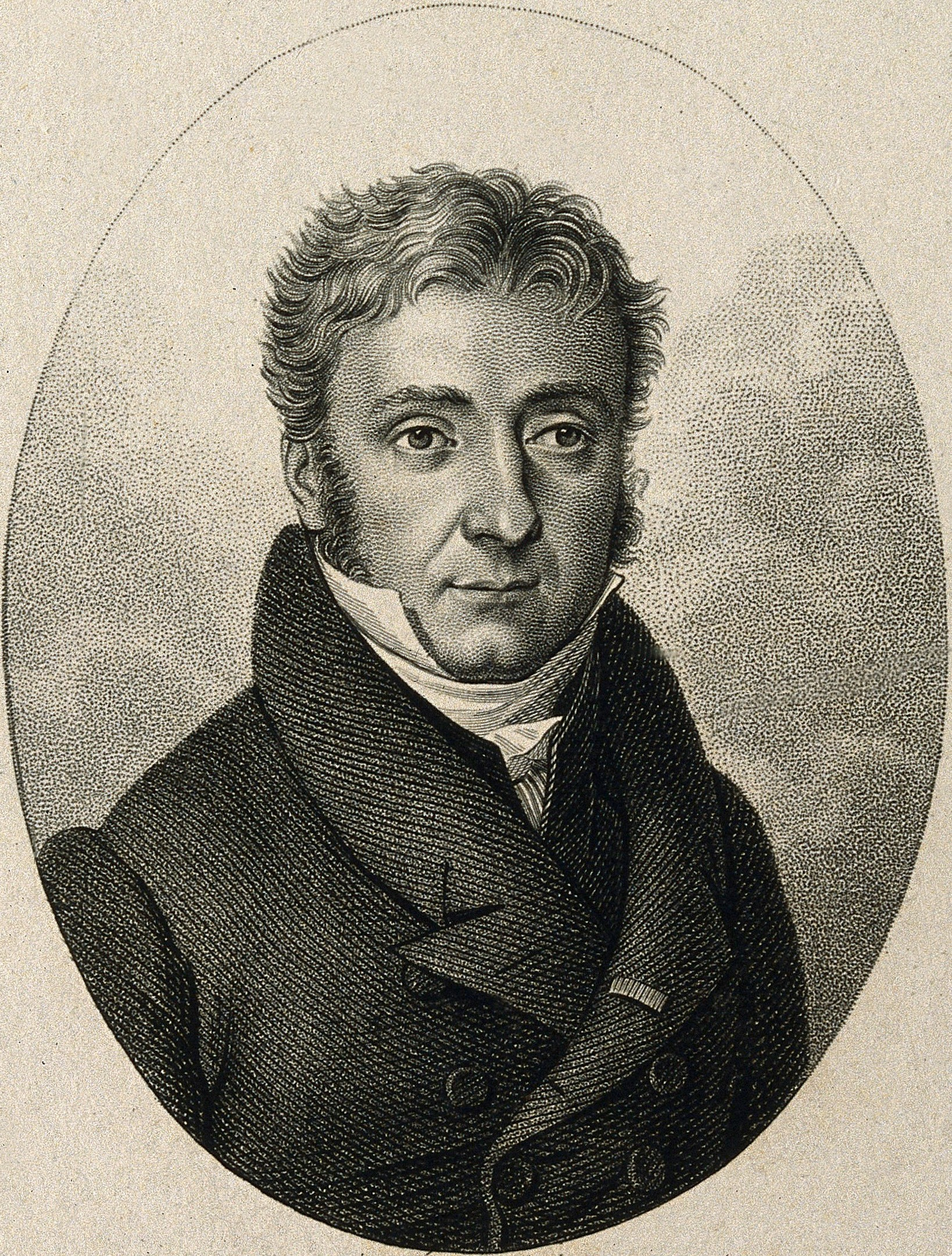
Pierre Louis Dulong

- 10 janvier : John Fleming (mort en 1857), homme d'église, zoologiste et géologue écossais.
- 15 janvier : William Prout (mort en 1850), chimiste et physicien britannique.
- 20 janvier : Theodor Grotthuss (mort en 1822), chimiste allemand.
- 23 janvier : Carl Adolph Agardh (mort en 1859), botaniste, mathématicien, économiste et homme politique suédois suédois.

- 13 février : Pierre Louis Dulong (mort en 1838), chimiste et physicien français.
- 22 février : Jean-Charles Peltier (mort en 1845), physicien français.

- 22 mars : Adam Sedgwick (mort en 1873), géologue britannique.

- 26 avril : Jean-Jacques Audubon (mort en 1851), ornithologue, naturaliste et peintre américain d'origine française.

- 6 juillet : William Jackson Hooker (mort en 1865), botaniste britannique.
- 9 juillet : Pierre Michel Moisson-Desroches (mort en 1865), polytechnicien et ingénieur du corps des mines français.

- Octobre : James South (mort en 1867), astronome britannique.

- 30 décembre : Charles Henri Schattenmann (mort en 1869), industriel de la chimie, agronome et homme politique alsacien.

- Nicholas Aylward Vigors (mort en 1840), zoologiste et homme politique irlandais.
- John Cranch (mort en 1816), naturaliste et explorateur britannique.

## Décès

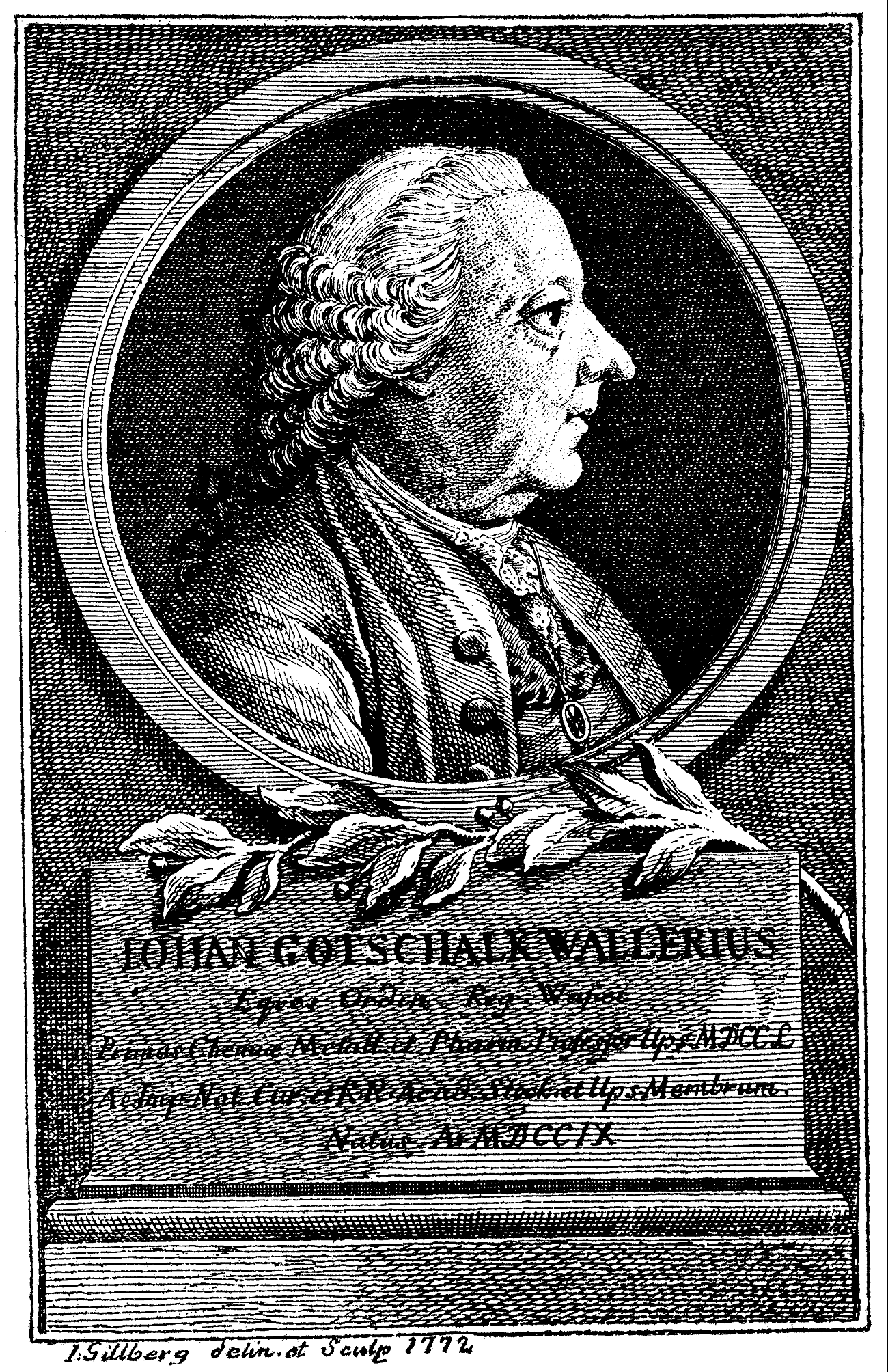
Johan Gottschalk Wallerius

- 23 janvier : Matthew Stewart (né en 1717), mathématicien écossais.
- 30 janvier : Anton Rolandsson Martin (né en 1729), botaniste suédois.

- 2 février : Paolo Maria Paciaudi (né en 1710), religieux, archéologue, bibliothécaire et antiquaire italien[11].

- 7 mars : Pons Augustin Alletz (né en 1703), compilateur français.

- 21 août : Mario Guarnacci (né en 1701), homme de lettres et archéologue et prélat italien.
- 25 août : Pierre Le Roy (né en 1717), horloger français, horloger du roi Louis XV[12].

- 16 novembre : Johan Gottschalk Wallerius (né en 1709), chimiste et minéralogiste suédois.

- 12 décembre : Edme-Louis Daubenton (né en 1730), naturaliste français.

- Moses Harris (né en 1731), entomologiste et graveur britannique.
- Jean Saury, abbé philosophe, mathématicien, naturaliste, astronome et polymathe français.